# Carolina Bang
Carolina Bang Herrera (Santa Cruz de Tenerife, 21 de septiembre de 1985) es una actriz y productora de cine española. Fue nominada al Premio Goya, máximo galardón del cine español, como mejor actriz revelación en el 2010.

## Carrera
Carolina Bang nació en Santa Cruz de Tenerife el 21 de septiembre de 1985 en el seno de una familia de padre español y madre noruega. Cuando era una niña, su familia decidió trasladarse a Madrid, donde estudió una licenciatura en arquitectura técnica en la Universidad Politécnica, mientras lo compaginaba con estudios de interpretación en el Instituto de Cine.
Sus primeros trabajos en el mundo del espectáculo fueron como miembro de la compañía teatral Proyecto Katharis —donde estuvo seis años— y como presentadora de televisión en el programa El intermedio de La Sexta. En 2008, da el salto a la pequeña pantalla con su primer papel protagonista en la serie Plutón BRB Nero, donde interpreta a Lorna. En 2010 protagonizó el largometraje Balada triste de trompeta, por el cual consiguió una nominación a los Premios Goya en la categoría a mejor actriz revelación.
En 2011, la actriz fichó por la serie de Telecinco Tierra de lobos. En 2013, protagonizó la película Las brujas de Zugarramurdi, dirigida por Álex de la Iglesia. En 2014, participó en la serie de Antena 3 Velvet y en la película Musarañas. En 2016, se anunció su participación en la segunda temporada de la serie Víctor Ros. En 2017, participó en el largometraje Pieles, dirigido por Eduardo Casanova y protagonizó la serie de Playz Dorien, siendo una de sus últimas participaciones como actriz.
A partir de 2014, comenzó su carrera como productora de cine en diversas películas, gracias a la creación de la productora Pokeepsie Films junto a su marido Álex de la Iglesia. Entre los títulos que ha producido se encuentran Los héroes del mal, Errementari, Perfectos desconocidos, El cuarto pasajero, La casa de tiza o la serie de HBO 30 monedas, entre otros.
En 2020 se anunció que se había aliado, en compañía de su marido, con Sony Pictures y Amazon Prime para realizar The Fear Collection, una antología de películas de terror producidas por Pokeepsie Films. Las películas también están dirigidas por otros cineastas españoles notables como Jorge Guerricaechevarría, Jaume Balagueró, Paula Ortiz, Fernando Navarro o Carlos Therón, entre otros. La primera película de esta serie de largometrajes tiene el nombre de Veneciafrenia.

## Vida personal
En 2008 conoce al director Álex de la Iglesia, mientras ambos grababan la serie Plutón BRB Nero, con quien comenzó una relación. En julio de 2014, la pareja decide dar un paso más en su relación, casándose en la Parroquia Sant Gregori, en Gerona.
El 30 de noviembre de 2016, nació la primera hija de la pareja, la tercera del director de cine, a la que llamaron Julia. En 2018 nació su segunda hija, Daniela.

## Filmografía

### Cine
| Año  | Título                     | Personaje        | Director                      | Notas                                             |
| ---- | -------------------------- | ---------------- | ----------------------------- | ------------------------------------------------- |
| 2007 | Madrid-Moscú               | Vero             | Javier San Román              | Cortometraje                                      |
| 2008 | El forjador de historias   | Enfermera        | José Gómezgallego             | Cortometraje                                      |
| 2008 | Dime que yo                | Exnovia          | Mateo Gil                     | Cortometraje                                      |
| 2010 | Balada triste de trompeta  | Natalia          | Álex de la Iglesia            | Nominada al Premio Goya a mejor actriz revelación |
| 2011 | 036                        | Susana           | Juanfer Andrés y Esteban Roel | Cortometraje                                      |
| 2011 | La daga de Rasputín        | Ludmila          | Jesús Bonilla                 |                                                   |
| 2011 | La chispa de la vida       | Pilar Álvarez    | Álex de la Iglesia            |                                                   |
| 2012 | La apuesta de Pascal       | Estefanía        | David Galán Galindo           | Cortometraje                                      |
| 2013 | Las brujas de Zugarramurdi | Eva              | Álex de la Iglesia            |                                                   |
| 2014 | Musarañas                  | Elisa            | Juanfer Andrés y Esteban Roel | También productora                                |
| 2014 | Cambio de ruta             | Julia            | Christopher Hool              |                                                   |
| 2014 | Dos a la carta             | Belén            | Robert Bellsolà               |                                                   |
| 2015 | Mi gran noche              | Cristina         | Álex de la Iglesia            |                                                   |
| 2016 | El futuro no es lo que era | Luisa            | Pedro L. Barbero              |                                                   |
| 2017 | Pieles                     | Psiquiatra       | Eduardo Casanova              | También productora                                |
| 2017 | Algo muy gordo             | Míriam / Micaela | Carlo Padial                  |                                                   |
| 2018 | Tiempo después             | Mujer Indignada  | José Luis Cuerda              |                                                   |

### Televisión
| Año       | Título              | Personaje               | Cadena    | Notas        |
| --------- | ------------------- | ----------------------- | --------- | ------------ |
| 2008-2009 | Plutón BRB Nero     | Lorna                   | TVE       | 26 episodios |
| 2009      | Los exitosos Pells  | Marina Fernández        | Cuatro    | 7 episodios  |
| 2009      | Los hombres de Paco | Maya Azcárate           | Antena 3  | 1 episodio   |
| 2010      | Desalmados          | María Peláez            | Antena 3  | 1 episodio   |
| 2011      | Aída                | Policía                 | Telecinco | 1 episodio   |
| 2011-2014 | Tierra de lobos     | Inés                    | Telecinco | 26 episodios |
| 2014      | Ciega a citas       | Covadonga «Cova» García | Cuatro    | 40 episodios |
| 2014      | Velvet              | Verónica Lago           | Antena 3  | 1 episodio   |
| 2016      | Web Therapy         | Isabel Valero           | Movistar+ | 8 episodios  |
| 2016      | Víctor Ros          | Madame de Suberwick     | TVE       | 5 episodios  |
| 2017-2018 | Dorien              | Dorien                  | Playz     | 5 episodios  |

## Labor como productora

### Cine
| Año  | Título                  | Director                      | Notas                          |
| ---- | ----------------------- | ----------------------------- | ------------------------------ |
| 2014 | Musarañas               | Juanfer Andrés y Esteban Roel | Largometraje                   |
| 2015 | Los héroes del mal      | Zoe Berriatúa                 | Largometraje                   |
| 2016 | Ayer y mañana           | Rodrigo Ruiz Gallardón        | Cortometraje                   |
| 2017 | Pieles                  | Eduardo Casanova              | Largometraje                   |
| 2017 | El bar                  | Álex de la Iglesia            | Largometraje                   |
| 2017 | Errementari             | Paul Urkijo                   | Largometraje                   |
| 2017 | Perfectos desconocidos  | Álex de la Iglesia            | Largometraje                   |
| 2018 | Una vez en la vida      | Álex de la Iglesia            | Cortometraje                   |
| 2018 | En las estrellas        | Zoe Berriatúa                 | Largometraje                   |
| 2018 | 70 binladens            | Koldo Serra                   | Largometraje                   |
| 2019 | ¿Qué coño está pasando? | Marta Jaenes y Rosa Márquez   | Documental                     |
| 2022 | Veneciafrenia           | Álex de la Iglesia            | Largometraje                   |
| ¿?   | El cuarto pasajero      | Álex de la Iglesia            | Largometraje, en posproducción |
| ¿?   | La casa de tiza         | Ignacio Tatay                 | Largometraje                   |
| ¿?   | La piedad               | Eduardo Casanova              | Largometraje, en posproducción |

### Televisión
| Año       | Título     | Cadena | Notas                                     |
| --------- | ---------- | ------ | ----------------------------------------- |
| 2020-2021 | 30 monedas | HBO    | También productora ejecutiva, 8 episodios |